# Elezioni primarie del Partito Repubblicano del 2012 (Stati Uniti d'America)
Le elezioni primarie del Partito Repubblicano statunitense del 2012 sono il processo di selezione nel quale il Partito Repubblicano degli Stati Uniti ha scelto i delegati che hanno partecipato al Convegno Nazionale Repubblicano del 2012, nel quale è stato nominato il candidato unico alla Presidenza per le elezioni del 2012. In totale, i delegati sono 2.286. Un candidato deve ottenere 1.144 delegati per vincere la nomination presidenziale.
Le elezioni primarie iniziarono sotto il segno del Tea Party movement. Ron Paul, che era stato candidato alle elezioni del 2008 come un liberale, sperimentò un notevole sostegno, specialmente dai giovani, e fu percepito dai votanti repubblicani come un buon candidato.
L'ex Governatore del Massachusetts Mitt Romney, che partecipò anche alle primarie repubblicane del 2008, ottenne in un primo momento il sostegno dei votanti repubblicani e venne considerato il favorito alla nomination presidenziale del suo partito.
Tuttavia, il suo vantaggio rispetto al campo repubblicano si indebolì per l'ingresso di nuovi candidati che hanno attirato una notevole attenzione dei media nel mese di aprile e agosto 2011, in particolare Rick Perry, Rick Santorum e Newt Gingrich, tutti poi successivamente ritiratisi.

## Le elezioni primarie

### La pre-campagna
Il Partito Repubblicano, a differenza del Partito Democratico, non ha candidati presidenti o vicepresidenti uscenti. I due candidati alla Casa Bianca saranno nominati dalla convention repubblicana del 27 agosto 2012 che si terrà a Tampa, in Florida. Prima della campagna elettorale si sono ritirati Herman Cain, Gary Johnson, Thaddeus McCotter e Tim Pawlenty.
Così, a inizio elezioni, i candidati sono: l'ex speaker della Camera Newt Gingrich, l'ex governatore del Massachusetts Mitt Romney, l'ex senatore Rick Santorum, il rappresentante Ron Paul, il governatore del Texas Rick Perry, la rappresentante Michele Bachmann e l'ex governatore dello Utah Jon Huntsman.

### Le elezioni iniziano: i primi ritiri e Romney in testa
Il 3 gennaio 2012 le elezioni primarie iniziano con il caucus dell'Iowa. Romney, inizialmente, vince per otto voti contro l'ultraconservatore Santorum, seguito da Paul, Gingrich e Perry. Ed ecco il primo ritiro: Michele Bachmann, che sospende la sua campagna in seguito a un deludente sesto posto. In New Hampshire vince nuovamente Romney, seguito da Paul, Huntsman, Santorum, Gingrich e Perry. Anche Huntsman e Perry si ritirano dalla corsa per il deludente risultato ottenuto.

### I primi stati del Sud: South Carolina e Florida
Due eventi sembrano ostacolare la nomination di Mitt Romney: l'inaspettata e netta vittoria di Newt Gingrich nella Carolina del Sud, e il riconteggio dei voti in Iowa, da cui Santorum risulta vincitore. Romney, in seguito a ciò, perde punti percentuali nei sondaggi nazionali e viene superato da Gingrich. Dopo una impegnativa e aspra campagna in Florida, Romney recupera terreno sull'ex-speaker vincendo le primarie, aggiudicandosi tutti e 50 i delegati.

### Gli stati di febbraio
Il 4 febbraio si vota in Nevada, Romney risulta vincitore con quasi 30 punti di distacco su Gingrich. Ma c'è un nuovo ostacolo per Romney, che è Santorum. Infatti il 7 febbraio Santorum ha trionfato in Minnesota, Colorado e Missouri. In quest'ultimo stato ha addirittura vinto in tutte le contee.

## Candidati

### Candidati attivi
| Candidati                        | Ron Paul Rappresentante del 14º Distretto del Texas dal 1997 | Mitt Romney Governatore del Massachusetts dal 2003 al 2007 |
| Stato di provenienza             | Texas                                                        | Massachusetts                                              |
| Inizio della campagna elettorale | 13 maggio 2011                                               | 2 giugno 2011                                              |

### Candidati ritiratisi durante le primarie
| Candidati                        | Newt Gingrich Presidente della Camera dei rappresentanti dal 1995 al 1999 | Rick Santorum Senatore della Pennsylvania dal 1995 al 2007 | Michele Bachmann Rappresentante del 6º Distretto del Minnesota dal 2007 | Jon Huntsman Governatore dello Utah dal 2005 al 2009 ambasciatore statunitense in Cina dal 2009 al 2011 | Rick Perry Governatore del Texas dal 2000 |
| Stato di provenienza             | Georgia                                                                   | Pennsylvania                                               | Minnesota                                                               | Utah | Texas                                     |
| Inizio della campagna elettorale | 11 maggio 2011                                                            | 6 giugno 2011                                              | 27 giugno 2011                                                          | 21 giugno 2011                                                                                          | 13 agosto 2011                            |
| Fine della campagna elettorale   | 2 maggio 2012 (sosp.)                                                     | 10 aprile 2012 (sosp.)                                     | 4 gennaio 2012 (sosp.)                                                  | 16 gennaio 2012 (sosp.)                                                                                 | 9 gennaio 2012 (sosp.)                    |

### Candidati ritirati prima dell'inizio delle primarie
| Candidati                 | - Herman Cain   | - Gary Johnson                   | - Thaddeus McCotter      | - Tim Pawlenty                  |
| Incarichi                 | Imprenditore    | Ex governatore del Nuovo Messico | Rappresentante (USA)     | Ex governatore del Minnesota    |
| Incarichi                 |                 |                                  | Ex senatore del Michigan | Ex rappresentante del Minnesota |
| Stato di provenienza      | Georgia         | Nuovo Messico                    | Michigan                 | Minnesota                       |
| Candidatura dichiarata il | 21 maggio 2011  | 21 aprile 2011                   | 2 luglio 2011            | 23 maggio 2011                  |
| Candidatura ritirata il   | 3 dicembre 2011 | 28 dicembre 2011                 | 22 settembre 2011        | 14 agosto 2011                  |

## Mappa

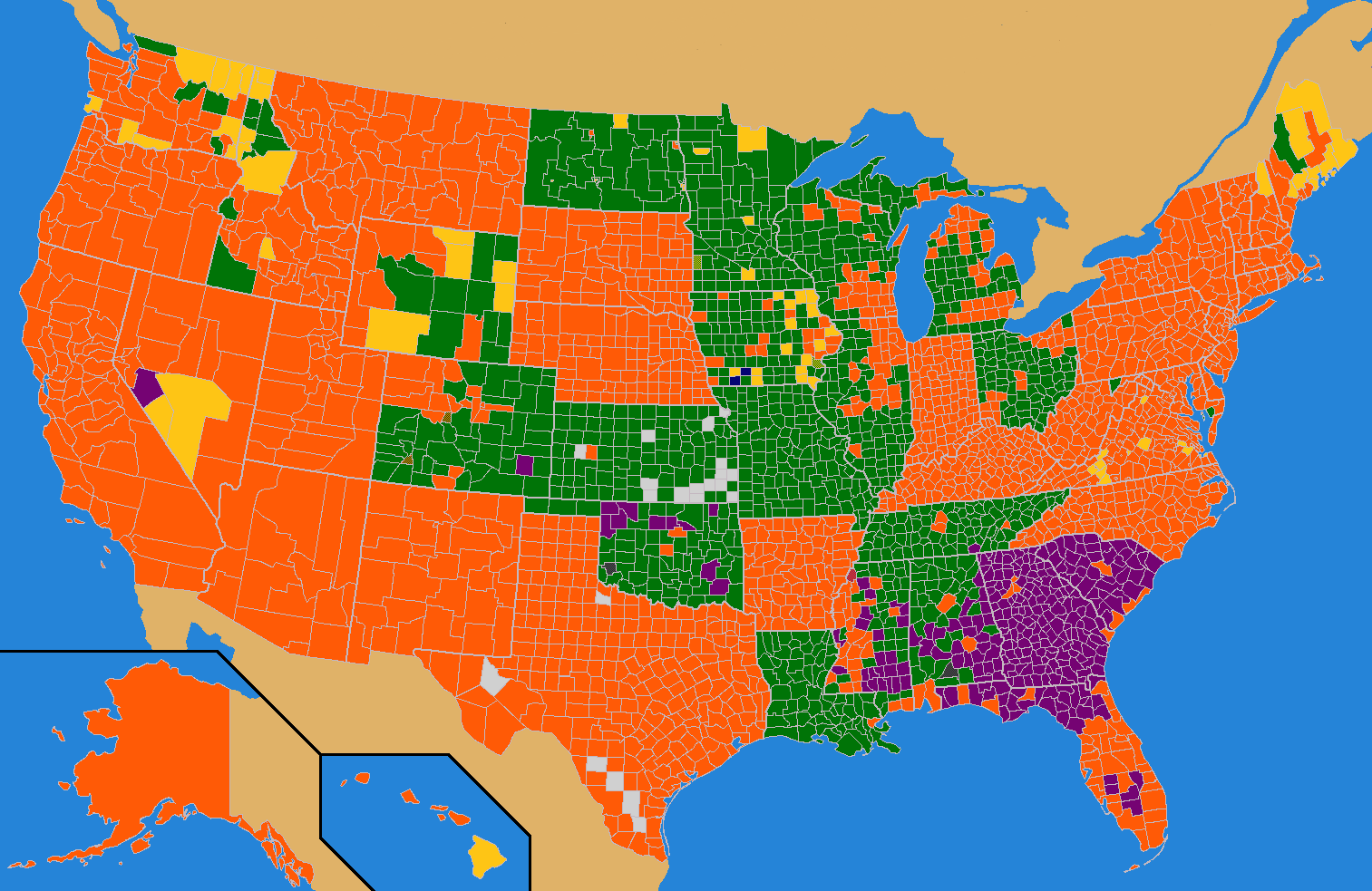
Vincitori delle primarie e dei caucus per contea secondo il voto popolare:
Romney
Santorum
Gingrich
Paul
Perry
Contee senza voti registrati

Romney
     Santorum
     Gingrich
     Paul
     Perry
     Contee senza voti registrati

## Visione d'insieme dei risultati
Gli Stati votano secondo un calendario stilato dal Comitato Nazionale Repubblicano.
I criteri di assegnazione dei delegati nazionali variano da Stato a Stato e in alcuni casi non è possibile stabilire il numero di delegati vinti da ciascun candidato una volta annunciati i risultati della consultazione, poiché il processo di selezione dei delegati dura solitamente qualche mese: in un tempo così lungo è possibile, ad esempio, che uno dei candidati si ritiri dalla competizione, oppure che un cambiamento dello scenario nazionale influisca sulle scelte a livello locale, o ancora che alcuni gruppi di elettori siano particolarmente coinvolti nel processo di selezione e riescano a influenzarlo. Ciò è vero soprattutto per gli Stati che utilizzano come sistema elettorale i caucus. Una volta analizzato l'andamento del voto, i principali media nazionali effettuano una stima a caldo dei delegati (proiezione), che nel tempo può rivelarsi assolutamente inaccurata, ma che in quel momento influenza il racconto delle elezioni presidenziali e spesso le elezioni negli Stati successivi.
| Candidati                                                       | Candidati                                                                     | Ron Paul                            | Mitt Romney                         | Newt Gingrich                       | Rick Santorum                       | Rick Perry                          | Jon Huntsman                        | Michele Bachmann                     | Totale                                |
| --------------------------------------------------------------- | ----------------------------------------------------------------------------- | ----------------------------------- | ----------------------------------- | ----------------------------------- | ----------------------------------- | ----------------------------------- | ----------------------------------- | ------------------------------------ | ------------------------------------- |
|                                                                 |                                                                               |                                     |                                     |                                     |                                     |                                     |                                     |                                      |                                       |
| Delegati (da assegnare: 239/2286                                | Delegati (da assegnare: 239/2286                                              | 154                                 | 1489                                | 142                                 | 258                                 | 0                                   | 3                                   | 1                                    | 2047 assegnati (89.5%                 |
| Superdelegati (non hanno espresso preferenze: 60/120            | Superdelegati (non hanno espresso preferenze: 60/120                          | 1 (0.8%)                            | 54 (43.3%)                          | 2 (1.7%)                            | 1 (1.7%)                            | 0 (0.0%)                            | 0 (0.0%)                            | 0 (0.0%)                             | 60 (50%)                              |
| Delegati effettivamente assegnati (da assegnare: 257/2166       | Delegati effettivamente assegnati (da assegnare: 257/2166                     | 153                                 | 1355                                | 140                                 | 257                                 | 0                                   | 3                                   | 1                                    | 1909 assegnati (88.1%                 |
| Voti totali                                                     | Voti totali                                                                   | 2.049.410 (10,90%)                  | 9.685.780 (51,50%)                  | 2.718.937 (14,46%)                  | 3.909.621 (20,79%)                  | 54.769 (0,29%)                      | 84.730 (0,45%)                      | 41.429 (0,22%                        | 18.544.676                            |
|                                                                 |                                                                               |                                     |                                     |                                     |                                     |                                     |                                     |                                      |                                       |
| 3 gennaio                                                       | Iowa 25 delegati + 3 superdelegati Caucus non vincolanti                      | 21% 22 delegati (26.036 voti)       | 25% 6 delegati (29.805 voti)        | 13% 0 delegati (16.163 voti)        | 25% 0 delegati (29.839 voti)        | 10% 0 delegati (12.557 voti)        | 1% 0 delegati (739 voti)            | 5% 0 delegati (6.046 voti)           | 28 (121.501 voti)                     |
| 10 gennaio                                                      | New Hampshire 12 delegati Primarie semi-chiuse                                | 23% 3 delegati (56.872 voti)        | 39% 7 delegati (97.591 voti)        | 9% 0 delegati (23.421 voti)         | 9% 0 delegati (23.432 voti)         | 1% 0 delegati (1.764 voti)          | 17% 2 delegati (41.964 voti)        | 0% 0 delegati (350 voti)             | 12 (248.475 voti)                     |
| 21 gennaio                                                      | Carolina del Sud 25 delegati Primarie aperte                                  | 13% 0 delegati (78.360 voti)        | 28% 2 delegati (168.123 voti)       | 40% 23 delegati (244.065 voti)      | 17% 0 delegati (102.475 voti)       | 0% (2.534 voti)                     | 0% (1.173 voti)                     | 0% (491 voti)                        | 25 (603.770 voti)                     |
| 31 gennaio                                                      | Florida 50 delegati Primarie chiuse                                           | 7% 0 delegati 117.461 voti)         | 46% 50 delegati (776.159 voti)      | 32% 0 delegati (534.121 voti)       | 13% 0 delegati (223.249 voti)       | 0% (6.775 voti)                     | 0% (6.204 voti)                     | 0% (3.967 voti)                      | 50 (1.672.634 voti)                   |
| 4 febbraio                                                      | Nevada 28 delegati Caucus vincolanti                                          | 19% 5 delegati (6.175 voti)         | 50% 14 delegati (16.486 voti)       | 21% 6 delegati (6.956 voti)         | 10% 3 delegati (3.277 voti)         | –                                   | –                                   | –                                    | 28 (32.963 voti)                      |
| 7 febbraio                                                      | Colorado 33 delegati + 3 superdelegati Caucus non vincolanti                  | 12% 0 delegati (7.759 voti)         | 35% 14 delegati (23.012 voti)       | 13% 0 delegati (8.445 voti)         | 40% 6 delegat) (26.614 voti)        | (52 voti)                           | (46 voti)                           | (28 voti)                            | 20 (+ 16 non assegnati (66.027 voti)  |
| 7 febbraio                                                      | Minnesota 37 delegati + 3 superdelegati Caucus non vincolanti                 | 27% 32 delegati (13.228 voti)       | 17% 0 delegati (8.222 voti)         | 11% 0 delegati (5.272 voti)         | 45% 2 delegati (21.932 voti)        | –                                   | –                                   | –                                    | 34 (+ 6 non assegnati (48.916 voti)   |
| 7 febbraio                                                      | Missouri 52 delegati + 3 superdelegati Primarie non vincolanti                | 12% 4 delegati (30.647 voti)        | 25% 31 delegati (63.882 voti)       | 1 delegato                          | 55% 13 delegati (139.272 voti)      | 1% 0 delegati (2.456 voti)          | 0% 0 delegati (1.044 voti)          | 1% o delegati (1.690 voti)           | 49 (+ 3 non assegnati (252.185 voti)  |
| 4-11 febbraio                                                   | Maine 21 delegati + 3 superdelegati Caucus non vincolanti                     | 36% 21 delegati (2.258 voti)        | 38% 2 delegati (2.373 voti)         | 6% 0 delegato (405 voti)            | 18% 0 delegati (1.136 voti)         | –                                   | –                                   | –                                    | 23 (+ 1 non assegnato (6.250 voti)    |
| 28 febbraio                                                     | Arizona 29 delegati Primarie chiuse                                           | 9% 0 delegat) (43.952 voti)         | 47% 29 delegat) (239.167 voti)      | 16% 0 delegati (81.748 voti)        | 27% 0 delegati (138.031 voti)       | 0% (2.023 voti)                     |                                     |                                      | 29 (510.258 voti)                     |
| 28 febbraio                                                     | Michigan 30 delegati Primarie aperte                                          | 12% 0 delegati (115.911 voti)       | 41% 16 delegati (409.522 voti)      | 7% 0 delegati (65.027 voti)         | 38% 14 delegati (377.372 voti)      | 0% (1.816 voti)                     | 0% (1,674 voti)                     | 0% (1,735 voti)                      | 30 (996.499 voti)                     |
| 11-29 febbraio                                                  | Wyoming 26 delegati + 3 superdelegati Caucus semi-vincolanti                  | 21% 1 delegato (439 voti)           | 39% 22 delegati (822 voti)          | 8% 0 delegati (165 voti)            | 32% 2 delegati (673 voti)           |                                     |                                     |                                      | 25 (+ 4 non assegnati (2.108 voti)    |
| 3 marzo                                                         | Washington 40 delegati + 3 superdelegati Caucus non vincolanti                | 25% 5 delegati (12.594 voti)        | 38% 34 delegati (19.111 voti)       | 10% 0 delegati (5.221 voti)         | 24% 1 delegato (12.089 voti)        | –                                   | –                                   | –                                    | 40 (+ 3 non assegnati (50.764 voti)   |
| 6 marzo Super martedì                                           |                                                                               |                                     |                                     |                                     |                                     |                                     |                                     |                                      |                                       |
| Alaska 24 delegati + 3 superdelegati Caucus vincolanti          | 24% 6 delegati (3.175 voti)                                                   | 32% 8 delegati (4.285 voti)         | 14% 2 delegati (1.865 voti)         | 29% 8 delegati (3.860 voti)         |                                     |                                     |                                     | 24 (+ 3 non assegnati (13.219 voti)  |                                       |
| Georgia 76 delegati + 3 superdelegati Primarie semichiuse       | 7% 0 delegati (59.100 voti)                                                   | 26% 21 delegati (233.611 voti)      | 47% 52 delegati (425.395 voti)      | 20% 3 delegati (176.259 voti)       | 0% (1.696 voti)                     | 0% (1.813 voti)                     | 0% (1.714 voti)                     | 76 (901.470 voti)                    |                                       |
| Idaho 32 delegati Caucus vincolanti                             | 18% 0 delegati (8.086 voti)                                                   | 62% 32 delegati (27.514 voti)       | 2% 0 delegati (940 voti)            | 18% 0 delegati (8.115 voti)         |                                     |                                     |                                     | 32 (44.672 voti)                     |                                       |
| Massachusetts 38 delegati + 3 superdelegati Primarie semichiuse | 10% 0 delegati (35.037 voti)                                                  | 72% 38 delegati (265.110 voti)      | 5% 0 delegati 16.990 voti)          | 12% 0 delegati (44.255 voti)        | 0% (1.024 voti)                     | 1% (2.249 voti)                     | 0% (913 voti)                       | 38 (+ 3 non assegnati (367.438 voti) |                                       |
| North Dakota 28 delegati Caucus vincolanti                      | 28% 2 delegati (3.186 voti)                                                   | 24% 20 delegati (2.691 voti)        | 8% 0 delegati (962 voti)            | 40% 6 delegati (4.510 voti)         |                                     |                                     |                                     | 28 (11.349 voti)                     |                                       |
| Ohio 63 delegati + 3 superdelegati Primarie semichiuse          | 9% 0 delegati (111.093 voti)                                                  | 38% 38 delegati (456.205 voti)      | 15% 0 delegati (175.375 voti)       | 37% 25 delegati (445.697 voti)      | 1% (7.428 voti)                     | 1% (6.415 voti)                     |                                     | 63 (+ 3 non assegnati (1.202.213     |                                       |
| Oklahoma 40 delegati + 3 superdelegati Primarie chiuse          | 10% 0 delegati (27.596 voti)                                                  | 28% 13 delegati (80.356 voti)       | 27% 13 delegati (78.730 voti)       | 34% 14 delegati (96.849 voti)       | 0% (1.291 voti)                     | 0% (750 voti)                       | 0% (951 voti)                       | 40 (+ 3 non assegnati (286.523 voti) |                                       |
| Tennessee 55 delegati + 3 superdelegati Primarie aperte         | % 0 delegati (50.156 voti)                                                    | 28% 17 delegati (155.630 voti)      | 24% 9 delegati (132.889 voti)       | 37% 29 delegati (205.809 voti)      | 0% (1.966 voti)                     | 0% (1.239 voti)                     | 0% (1.895 voti)                     | 55 (+ 3 non assegnati (554.573 voti) |                                       |
| Vermont 14 delegati + 3 superdelegati Primarie aperte           | 25% 4 delegati (15.391 voti)                                                  | 39% 9 delegati (24.008 voti)        | 8% 0 delegati (4.949 voti)          | 24% 4 delegati (14.368 voti)        | 1% (544 voti)                       | 2% (1.198 voti)                     |                                     | 17 (60.850 voti)                     |                                       |
| Virginia 46 delegati + 3 superdelegati Primarie aperte          | 40% 3 delegati (107.451 voti)                                                 | 60% 43 delegati (158.119 voti)      |                                     |                                     |                                     |                                     |                                     | 46 (+ 3 non assegnati (265.570 voti) |                                       |
| 10 marzo                                                        | Kansas 40 delegati Caucus vincolanti                                          | 13% 0 delegati (3.767 voti)         | 21% 7 delegati (6.250 voti)         | 14% 0 delegati (4.298 voti)         | 51% 33 delegati (15.290 voti)       | 0% (37 voti)                        | 0% (36 voti)                        | 0% (16 voti)                         | 40 (29.855 voti)                      |
| 10 marzo                                                        | Isole Marianne Settentrionali 6 delegati + 3 superdelegati Caucus d'assemblea | 3% 0 delegati (28 voti)             | 87% 9 delegati (740 voti)           | 3% 0 delegati (27 voti)             | 6% 0 delegati (53 voti)             | –                                   | –                                   | –                                    | 9 (848 voti)                          |
| 10 marzo                                                        | Isole Vergini americane 6 delegati + 3 superdelegati Caucus d'assemblea       | 29% 1 delegato (112 voti)           | 26% 3 delegati (101 voti)           | 5% 0 delegati (18 voti)             | 6% 0 delegati (23 voti)             |                                     |                                     |                                      | 4 (+ 5 non assegnati (384 voti)       |
| 10 marzo                                                        | Guam 6 delegati + 3 superdelegati Caucus d'assemblea                          | 0% 0 delegati (0 voti)              | 100% 9 delegati (207 voti)          | 0% 0 delegati (0 voti)              | 0% 0 delegati (0 voti)              | –                                   | –                                   | –                                    | 9 (215 voti)                          |
| 13 marzo                                                        | Alabama 47 delegati + 3 superdelegati Primarie aperte                         | 5% 0 delegati (30.893 voti)         | 29% 12 delegati (180.249 voti)      | 29% 13 delegati (182.195 voti)      | 35% 22 delegati (214.543 voti)      | 0% (1.867 voti)                     | 0% (1.047 voti)                     | 0% (1.698 voti)                      | 47 (+ 3 non assegnati (621.747 voti)  |
| 13 marzo                                                        | Hawaii 17 delegati + 3 superdelegati Caucus vincolanti                        | 19% 3 delegati (1.975 voti)         | 45% 9 delegati (4.548 voti)         | 11% 0 delegati (1.116 voti)         | 25% 5 delegati (2.589 voti)         |                                     |                                     |                                      | 17 (+ 3 non assegnati (10.228 voti)   |
| 13 marzo                                                        | Mississippi 37 delegati + 3 superdelegati Primarie aperte                     | 4% 0 delegati (12.955 voti)         | 31% 12 delegati (90.161 voti)       | 31% 12 delegati (91.612 voti)       | 33% 13 delegati (96.258 voti)       | 0% (1.350 voti)                     | 0% (413 voti)                       | 0% (971 voti)                        | 37 (+ 3 non assegnati (294.112 voti)  |
| 13 marzo                                                        | Samoa Americane 6 delegati + 3 superdelegati Caucus d'assemblea               | N.D.% (0 delegati) (N.D. voti)      | N.D.% (9 delegati) (N.D. voti)      | N.D.% (0 delegati) (N.D. voti)      | N.D.% (0 delegati) (N.D. voti)      | –                                   | –                                   | –                                    | 9 (circa 70 voti)                     |
| 18 marzo                                                        | Porto Rico 20 delegati + 3 superdelegati Primarie aperte                      | 1% 0 delegati (1.595 voti)          | 83% 20 delegati (106.431 voti)      | 2% 0 delegati (2.702 voti)          | 8% 0 delegati (10.574 voti)         |                                     |                                     |                                      | 20 (+ 3 non assegnati (128.834 voti)  |
| 20 marzo                                                        | Illinois 66 delegati + 3 superdelegati Primarie aperte                        | 9% (0 delegati) (86.605 voti)       | 47% (42 delegati) (433.700 voti)    | 7% (0 delegati) (73.993 voti)       | 35% (12 delegati) (325.488 voti)    | 1% (5.541 voti)                     |                                     |                                      | 54 (+ 15 non assegnati (929.031 voti) |
| 24 marzo                                                        | Louisiana 20 delegati + 3 superdelegati Primarie chiuse                       | 6% 0 delegati (11.467 voti)         | 27% 5 delegati (49.758 voti)        | 16% 0 delegati (29.656 voti)        | 49% (10 delegati) (91.321 voti)     | 1% (955 voti)                       | 0% (242 voti)                       | 0% (622 voti)                        | 15 (+ 8 non assegnati (186.410 voti)  |
| 3 aprile                                                        | Maryland Primarie chiuse                                                      | 10% 0 delegati (22.707 voti)        | 49% 37 delegati (117.548 voti)      | 11% 0 delegati (26.093 voti)        | 29% 0 delegati (69.032 voti)        | 0% (1.041 voti)                     | 1% (1.406 voti)                     |                                      | 37 (239.034 voti)                     |
| 3 aprile                                                        | Washington, D.C. Superdelegati: 3 Primarie chiuse                             | 12% 0 delegati (621 voti)           | 68% 16 delegati (3.577 voti)        | 11% 0 delegati (558 voti)           |                                     |                                     | 7% (348 voti)                       |                                      | 16 (5.256 voti)                       |
| 3 aprile                                                        | Wisconsin Primarie aperte                                                     | 11% (0 delegati) (87.896 voti)      | 44% (30 delegati) (346.279 voti)    | 6% (0 delegati) (45.944 voti)       | 37% (6 delegati) (289.648 voti)     |                                     | 1% (5.133 voti)                     | 1% (6.054 voti)                      | 42 (785.163 voti)                     |
| 15 marzo - 10 aprile                                            | Missouri Superdelegati: 3 Caucus non vincolanti                               | risultati ufficiali non disponibili | risultati ufficiali non disponibili | risultati ufficiali non disponibili | risultati ufficiali non disponibili | risultati ufficiali non disponibili | risultati ufficiali non disponibili | risultati ufficiali non disponibili  | 49 (N/A voti)                         |
| 24 aprile                                                       | Connecticut Superdelegati: 3 Primarie chiuse                                  | 13% 0 delegati (8.014 voti)         | 68% 25 delegati (40.265 voti)       | 10% 0 delegati (6.135 voti)         | 7% (4.078 voti)                     |                                     |                                     |                                      | 25 ( –                                |
| 24 aprile                                                       | Delaware Primarie chiuse                                                      | 11% 0 delegati (3.017 voti)         | 57% 17 delegati (16.143 voti)       | 27% 0 delegati (7.741 voti)         | 6% (1.690 voti)                     |                                     |                                     |                                      | 17 ( –                                |
| 24 aprile                                                       | New York Superdelegati: 3 Primarie chiuse                                     | 15% 0 delegati (24.947 voti)        | 63% 92 delegati (103.142 voti)      | 13% 0 delegati (20.720 voti)        | 9% (14.181 voti)                    |                                     |                                     |                                      | 92 ( –                                |
| 24 aprile                                                       | Pennsylvaniae Superdelegati: 3 Primarie chiuse                                | 13% (0 delegati) (105.356 voti)     | 58% (0 delegati) (464.062 voti)     | 11% (0 delegati) (83.795 voti)      | 18% (0 delegati) (146.745 voti)     |                                     |                                     |                                      | 69 ( –                                |
| 24 aprile                                                       | Rhode Island Superdelegati: 3 Primarie semichiuse                             | 24% 4 delegati (3,462 voti)         | 63% 12 delegati (9,156 voti)        | 6% 0 delegati (878 voti)            | 6% (823 voti)                       |                                     |                                     |                                      | 19 ( –                                |
| 28 aprile                                                       | Louisiana 23 delegati Caucus non vincolanti                                   | N.D.% (17 delegati) (N.D. voti)     | N.D.% (0 delegati) (N.D. voti)      | N.D.% (0 delegati) (N.D. voti)      | N.D.% (3 delegati) (N.D. voti)      | –                                   | –                                   | –                                    | 20 (+ 3 non assegnati (N.D. voti)     |
| 8 maggio                                                        | Indianae Primarie aperte                                                      | –                                   | –                                   | –                                   | –                                   |                                     |                                     |                                      | 30 ( –                                |
| 8 maggio                                                        | North Carolina Primarie semichiuse                                            | –                                   | –                                   | –                                   | –                                   |                                     |                                     |                                      | 55 ( –                                |
| 8 maggio                                                        | West Virginia Primarie semichiuse                                             | –                                   | –                                   | –                                   | –                                   |                                     |                                     |                                      | 31 ( –                                |
| 15 maggio                                                       | Oregon Primarie chiuse                                                        | –                                   | –                                   | –                                   | –                                   |                                     |                                     |                                      | 28 ( –                                |
| 15 maggio                                                       | Nebraska Primarie non vincolanti                                              | –                                   | –                                   | –                                   | –                                   |                                     |                                     |                                      | 0 ( –                                 |
| 22 maggio                                                       | Arkansas Primarie aperte                                                      | –                                   | –                                   | –                                   | –                                   |                                     |                                     |                                      | 36 ( –                                |
| 22 maggio                                                       | Kentucky Primarie chiuse                                                      | –                                   | –                                   | –                                   | –                                   |                                     |                                     |                                      | 45 ( –                                |
| 29 maggio                                                       | Texasc Primarie aperte                                                        | –                                   | –                                   | –                                   | –                                   |                                     | –                                   | –                                    | 155 ( –                               |
| 5 giugno                                                        | California Primarie chiuse                                                    | –                                   | –                                   | –                                   | –                                   |                                     |                                     |                                      | 172 ( –                               |
| 5 giugno                                                        | New Jersey Primarie semichiuse                                                | –                                   | –                                   | –                                   | –                                   |                                     |                                     |                                      | 50 ( –                                |
| 5 giugno                                                        | Nuovo Messico Primarie chiuse                                                 | –                                   | –                                   | –                                   | –                                   |                                     |                                     |                                      | 23 ( –                                |
| 5 giugno                                                        | South Dakota Primarie chiuse                                                  | –                                   | –                                   | –                                   | –                                   |                                     |                                     |                                      | 28 ( –                                |
| 1-10 giugno                                                     | Nebraska Caucus vincolanti                                                    | –                                   | –                                   | –                                   | –                                   | –                                   | –                                   | –                                    | 35 ( –                                |
| 5 giugno                                                        | Montana Primarie non vincolanti                                               | –                                   | –                                   | –                                   | –                                   |                                     |                                     |                                      | 0 ( –                                 |
| 14-16 giugno                                                    | Montana Caucus d'assemblea                                                    | –                                   | –                                   | –                                   | –                                   | –                                   | –                                   | –                                    | 26 ( –                                |
| 26 giugno                                                       | Utah Primarie semichiuse                                                      | –                                   | –                                   | –                                   | –                                   |                                     |                                     |                                      | 40 ( –                                |
| Data di sospensione della campagna elettorale                   | Data di sospensione della campagna elettorale                                 |                                     |                                     | 2 maggio 2012                       | 10 aprile 2012                      | 19 gennaio 2012                     | 16 gennaio 2012                     | 4 gennaio 2012                       |                                       |

| Legenda: |  | Primo posto |  | Secondo posto |  | Terzo posto |  | Candidato ritirato |

## Risultati per stato

### Iowa
Santorum
     Romney
     Paul
     Perry
     Parità tra Paul e Santorum

Risultati dei caucus per contea
Santorum
Romney
Paul
Perry
Parità tra Paul e Santorum

- Tipo di consultazione: Caucus non vincolanti
- Data: 3 gennaio 2012
- Delegati nazionali: 28 (25 + 3 superdelegati non vincolati)

Poiché i caucus dell'Iowa non sono vincolanti, il 16 giugno si è tenuta l'assegnazione dei 25 delegati e la scelta del candidato da parte dei 3 superdelegati. In quell'occasione ha trionfato Ron Paul su Mitt Romney, mentre Santorum, pur avendo conquistato il maggior numero di voti popolari, non ha ottenuto alcun delegato.
| Rick Santorum      | 29,839  | 24.56% | 0  |
| Mitt Romney        | 29,805  | 24.53% | 6  |
| Ron Paul           | 26,036  | 21.43% | 22 |
| Newt Gingrich      | 16,163  | 13.30% | 0  |
| Rick Perry         | 12,557  | 10.33% | 0  |
| Michele Bachmann   | 6,046   | 4.98%  | 0  |
| Jon Huntsman       | 739     | 0.61%  | 0  |
| Herman Cain        | 45      | 0.04%  | 0  |
| Sarah Palin        | 23      | 0.02%  | 0  |
| Buddy Roemer       | 17      | 0.01%  | 0  |
| Altri e write-in   | 86      | 0.07%  | 0  |
| Nessuna preferenza | 147     | 0.12%  | 0  |
| Totale:            | 121,503 | 100.0% | 28 |

### New Hampshire

Risultati delle primarie per contea
Romney
Paul

Romney
     Paul
- Tipo di consultazione: Primarie
- Data: 10 gennaio 2012
- Delegati nazionali: 12

| Mitt Romney      | 97,591  | 39.43% | 7  |
| Ron Paul         | 56,872  | 22.98% | 3  |
| Jon Huntsman     | 41,964  | 16.95% | 2  |
| Rick Santorum    | 23,432  | 9.47%  | 0  |
| Newt Gingrich    | 23,421  | 9.46%  | 0  |
| Rick Perry       | 1,764   | 0.71%  | 0  |
| Buddy Roemer     | 950     | 0.38%  | 0  |
| Michele Bachmann | 350     | 0.14%  | 0  |
| Fred Karger      | 345     | 0.14%  | 0  |
| Kevin Rubash     | 250     | 0.10%  | 0  |
| Gary Johnson     | 181     | 0.07%  | 0  |
| Herman Cain      | 161     | 0.07%  | 0  |
| Jeff Lawman      | 119     | 0.05%  | 0  |
| Cristopher Hill  | 108     | 0.04%  | 0  |
| Altri e write-in | 963     | 0.39%  | 0  |
| Totale:          | 248,471 | 100.0% | 12 |

### South Carolina

Risultati delle primarie per contea
Gingrich
Romney

Gingrich
     Romney
- Tipo di consultazione: Primarie
- Data: 21 gennaio 2012
- Delegati nazionali: 25

| Newt Gingrich    | 244,065 | 40.42% | 23 |
| Mitt Romney      | 168,123 | 27.85% | 2  |
| Rick Santorum    | 102,475 | 16.97% | 0  |
| Ron Paul         | 78,360  | 12.98% | 0  |
| Herman Cain      | 6,338   | 1.05%  | 0  |
| Rick Perry       | 2,534   | 0,42%  | 0  |
| Jon Huntsman     | 1,173   | 0.19%  | 0  |
| Michele Bachmann | 491     | 0.08%  | 0  |
| Gary Johnson     | 211     | 0.03%  | 0  |
| Totale:          | 603,770 | 100.0% | 25 |

### Florida
Gingrich
     Romney
- Tipo di consultazione: Primarie
- Data: 31 gennaio 2012
- Delegati nazionali: 50

Risultati delle primarie per contea
Gingrich
Romney

I delegati sono stati assegnati con la regola del "winner take all", cioè al vincitore spetta l'intero numero di delegati in palio.
| Mitt Romney      | 776,159   | 46.4%  | 50 |
| Newt Gingrich    | 534,121   | 31.93% | 0  |
| Rick Santorum    | 223,249   | 13.35% | 0  |
| Ron Paul         | 117,461   | 7.02%  | 0  |
| Rick Perry       | 6,775     | 0,41%  | 0  |
| Jon Huntsman     | 6,204     | 0.37%  | 0  |
| Michele Bachmann | 3,967     | 0.24%  | 0  |
| Herman Cain      | 3,503     | 0.21%  | 0  |
| Gary Johnson     | 1,195     | 0.07%  | 0  |
| Totale:          | 1,672,634 | 100.0% | 50 |

### Nevada
- Tipo di consultazione: Caucus vincolanti
- Data: 4 febbraio 2012
- Delegati nazionali: 28

Il 6 maggio 2012 la Convention repubblicana dello Stato del Nevada si è riunita per scegliere i suoi delegati. Vista la grande presenza di sostenitori di Paul al suo interno, sono stati nominati ben 22 persone a lui vicine, mentre Romney si è visto assegnare solo 6 delegati. Ciò nonostante, le regole repubblicane dei caucus vincolanti richiedono che il primo voto alla Convention Nazionale rifletta il risultato della consultazione popolare: ciò significa che, al di là delle convinzioni personali e in base ai candidati rimasti in corsa, alla prima votazione 20 delegati sarebbero stati vincolati a votare per Romney e 8 per Paul.

Risultati dei caucus per contea
Romney
Paul
Gingrich

     Romney
     Paul
     Gingrich
| Mitt Romney        | 16,486 | 50.02% | 14 |
| Newt Gingrich      | 6,956  | 21.10% | 6  |
| Ron Paul           | 6,175  | 18.73% | 5  |
| Rick Santorum      | 3,277  | 9.94%  | 3  |
| Nessuna preferenza | 67     | 0.20%  | 0  |
| Totale:            | 32,961 | 100.0% | 28 |

### Colorado
- Tipo di consultazione: Caucus non vincolanti
- Data: 7 febbraio 2012
- Delegati nazionali: 36 (33 + 3 superdelegati non vincolati)

In Colorado non esiste un sistema formale di assegnazione dei delegati: i 36 scelti sono liberi di annunciare o meno qual è il loro candidato (da qui l'alto numero di delegati definiti "non assegnati") e in ogni caso il loro voto non è mai vincolato.

Risultati dei caucus per contea
Romney
Gingrich
Santorum
Parità tra Romney e Santorum

     Romney
     Gingrich
     Santorum
     Parità tra Romney e Santorum
| Rick Santorum           | 26,614                  | 40.31%                  | 6  |
| Mitt Romney             | 23,012                  | 34.85%                  | 14 |
| Newt Gingrich           | 8,445                   | 12.79%                  | 0  |
| Ron Paul                | 7,759                   | 11.75%                  | 0  |
| Altri e write-in        | 197                     | 0.30%                   | 0  |
| Delegati non assegnati: | Delegati non assegnati: | Delegati non assegnati: | 16 |
| Totale:                 | 66,027                  | 100.0%                  | 36 |

### Minnesota
- Tipo di consultazione: Caucus non vincolanti
- Data: 7 febbraio 2012
- Delegati nazionali: 40 (37 + 3 superdelegati non vincolati)

In Minnesota non esiste un sistema formale di assegnazione dei delegati: i 36 scelti sono liberi di annunciare o meno qual è il loro candidato (da qui il numero di delegati definiti "non assegnati") e in ogni caso il loro voto non è mai vincolato.

Risultati dei caucus per contea
Santorum
Paul
Parità tra Paul e Santorum

     Santorum
     Paul
     Parità tra Paul e Santorum
| Rick Santorum           | 21,988                  | 44.95%                  | 2  |
| Ron Paul                | 13,267                  | 27.12%                  | 32 |
| Mitt Romney             | 8,240                   | 16.85%                  | 0  |
| Newt Gingrich           | 5,278                   | 10.79%                  | 0  |
| Altri e write-in        | 143                     | 0.29%                   | 0  |
| Delegati non assegnati: | Delegati non assegnati: | Delegati non assegnati: | 6  |
| Totale:                 | 48,916                  | 100.0%                  | 40 |

### Missouri
- Tipo di consultazione: Primarie non vincolanti
- Data: 7 febbraio 2012
- Delegati nazionali: 52

Le elezioni primarie del Missouri, non contano per la nomina dei delegati, in quanto il Partito Repubblicano ha punito i rappresentanti locali per aver anticipato la data delle elezioni. Inoltre Newt Gingrich non compare nella lista dei candidati in quanto non ha depositato la richiesta di partecipazione entro il termine previsto. I delegati spettanti al Missouri sono stati assegnati con un caucus a marzo che ha visto trionfare Romney su Santorum.

Risultati delle primarie per contea
Santorum

     Santorum
| Rick Santorum           | 138,988                 | 55.2%                   | 13 |
| Mitt Romney             | 63,852                  | 25.3%                   | 31 |
| Ron Paul                | 30,645                  | 12.2%                   | 4  |
| Rick Perry              | 2,463                   | 1.0%                    | 0  |
| Herman Cain             | 2,314                   | 0.9%                    | 0  |
| Michele Bachmann        | 1,690                   | 0.7%                    | 0  |
| Jon Huntsman            | 1,045                   | 0.4%                    | 0  |
| Gary Johnson            | 547                     | 0.2%                    | 0  |
| Michael J. Meehan       | 364                     | 0.1%                    | 0  |
| Keith Drummond          | 162                     | 0.1%                    | 0  |
| Altri e write-in        | 9,859                   | 3.9%                    | 0  |
| Newt Gingrich           |                         |                         | 1  |
| Delegati non assegnati: | Delegati non assegnati: | Delegati non assegnati: | 3  |
| Totale                  | 251,929                 | 100.0%                  | 52 |

### Maine
- Tipo di consultazione: Caucus non vincolanti
- Data: 4-11 febbraio 2012
- Delegati nazionali: 24 (21 + 3 superdelegati non vincolati)

Poiché i caucus del Maine non sono vincolanti, il 6 maggio si è tenuta l'assegnazione dei 21 delegati e la scelta del candidato da parte dei 3 superdelegati. In quell'occasione ha trionfato Ron Paul su Mitt Romney, nonostante il risultato della consultazione popolare avesse dato un'indicazione opposta.

Risultati dei caucus per contea
Ron Paul
Mitt Romney
Rick Santorum

     Ron Paul
     Mitt Romney
     Rick Santorum
| Mitt Romney             | 2,190                   | 39.21%                  | 2  |
| Ron Paul                | 1,996                   | 35.74%                  | 21 |
| Rick Santorum           | 989                     | 17.71%                  | 0  |
| Newt Gingrich           | 349                     | 6.25%                   | 0  |
| Delegati non assegnati: | Delegati non assegnati: | Delegati non assegnati: | 1  |
| Totale:                 | 5,524                   | 100.0%                  | 24 |

### Arizona

Risultati delle primarie per contea
Mitt Romney

- Tipo di consultazione: Primarie
- Data: 28 febbraio 2012
- Delegati nazionali: 29

     Mitt Romney
| Mitt Romney      | 239,167 | 46.87% | 29 |
| Rick Santorum    | 138,031 | 27.05% | 0  |
| Newt Gingrich    | 81,748  | 16.02% | 0  |
| Ron Paul         | 43,952  | 8.61%  | 0  |
| Altri e write-in | 7,360   | 1.45%  | 0  |
| Totale:          | 510,258 | 100.0% | 29 |

### Michigan

Risultati delle primarie per contea
Mitt Romney
Rick Santorum

- Tipo di consultazione: Primarie
- Data: 28 febbraio 2012
- Delegati nazionali: 30

     Mitt Romney
     Rick Santorum
| Mitt Romney      | 409,522 | 41.10% | 16 |
| Rick Santorum    | 377,372 | 37.87% | 14 |
| Ron Paul         | 115,911 | 11.63% | 0  |
| Newt Gingrich    | 65,027  | 6.53%  | 0  |
| Altri e write-in | 28,667  | 2.87%  | 0  |
| Totale:          | 996,499 | 100.0% | 30 |

### Wyoming
- Tipo di consultazione: Caucus semi-vincolanti
- Data: 11-29 febbraio 2012
- Delegati nazionali: 29 (26 + 3 superdelegati non vincolati)

I delegati del Wyoming vengono assegnati in parte tenendo conto della consultazione popolare, in parte attraverso convention di contea tenutesi tra il 6 e il 10 marzo. Mentre nel primo caso Romney ha staccato non di molto Santorum, nel secondo ha vinto molto largamente.

Risultati dei caucus per contea
Rick Santorum
Mitt Romney
Ron Paul

     Rick Santorum
     Mitt Romney
     Ron Paul
| Mitt Romney             | 822                     | 38.99%                  | 22 |
| Rick Santorum           | 673                     | 31.93%                  | 2  |
| Ron Paul                | 439                     | 20.83%                  | 0  |
| Newt Gingrich           | 165                     | 7.83%                   | 0  |
| Altri e write-in        | 9                       | 0.43%                   | 0  |
| Delegati non assegnati: | Delegati non assegnati: | Delegati non assegnati: | 4  |
| Totale:                 | 2,108                   | 100.0%                  | 29 |

### Washington
- Tipo di consultazione: Caucus non vincolanti
- Data: 3 marzo 2012
- Delegati nazionali: 43 (40 + 3 superdelegati non vincolati)

Risultati dei caucus per contea
Mitt Romney
Ron Paul
Rick Santorum

     Mitt Romney
     Ron Paul
     Rick Santorum
| Mitt Romney             | 19,111                  | 37.65%                  | 34 |
| Ron Paul                | 12,594                  | 24.81%                  | 5  |
| Rick Santorum           | 12,089                  | 23.81%                  | 1  |
| Newt Gingrich           | 5,221                   | 10.28%                  | 0  |
| Altri e write-in        | 1,749                   | 3.44                    | 0  |
| Delegati non assegnati: | Delegati non assegnati: | Delegati non assegnati: | 3  |
| Totale:                 | 50,764                  | 100.0%                  | 43 |

### Alaska
- Tipo di consultazione: Caucus vincolanti
- Data: 6 marzo 2012
- Delegati nazionali: 27 (24 + 3 superdelegati non vincolati)

| Mitt Romney             | 4,285                   | 32.4%                   | 8  |
| Rick Santorum           | 3,860                   | 29.2%                   | 8  |
| Ron Paul                | 3,175                   | 24.0%                   | 6  |
| Newt Gingrich           | 1,865                   | 14.1%                   | 2  |
| Altri e write-in        | 34                      | 0.3%                    | 0  |
| Delegati non assegnati: | Delegati non assegnati: | Delegati non assegnati: | 3  |
| Totale:                 | 13,219                  | 100.0%                  | 27 |

### Georgia

Risultati delle primarie per contea
Newt Gingrich
Mitt Romney

- Tipo di consultazione: Primarie
- Data: 6 marzo 2012
- Delegati nazionali: 76

     Newt Gingrich
     Mitt Romney
| Newt Gingrich    | 425,395 | 47.19% | 52 |
| Mitt Romney      | 233,611 | 25.91% | 21 |
| Rick Santorum    | 176,259 | 19.55% | 3  |
| Ron Paul         | 59,100  | 6.56%  | 0  |
| Altri e write-in | 7,105   | 0.79%  | 0  |
| Totale:          | 901,470 | 100.0% | 76 |

### Idaho
- Tipo di consultazione: Caucus vincolanti
- Data: 6 marzo 2012
- Delegati nazionali: 32

I delegati sono stati assegnati con la regola del "winner take all", cioè al vincitore spetta l'intero numero di delegati in palio.

Risultati dei caucus per contea
Mitt Romney
Rick Santorum
Ron Paul

     Mitt Romney
     Rick Santorum
     Ron Paul
| Mitt Romney      | 27,514 | 61.59% | 32 |
| Rick Santorum    | 8,115  | 18.17% | 0  |
| Ron Paul         | 8,086  | 18.10% | 0  |
| Newt Gingrich    | 940    | 2.10%  | 0  |
| Altri e write-in | 17     | 0.04%  | 0  |
| Totale:          | 44,672 | 100.0% | 32 |

### Massachusetts
- Tipo di consultazione: Primarie
- Data: 6 marzo 2012
- Delegati nazionali: 41 (38 + 3 superdelegati non vincolati)

Risultati delle primarie per contea
Mitt Romney

     Mitt Romney
| Mitt Romney             | 266,313                 | 71.89%                  | 38 |
| Rick Santorum           | 44,564                  | 12.03%                  | 0  |
| Ron Paul                | 35,219                  | 9.51%                   | 0  |
| Newt Gingrich           | 16,991                  | 4.59%                   | 0  |
| Altri e write-in        | 7,338                   | 1.98%                   | 0  |
| Delegati non assegnati: | Delegati non assegnati: | Delegati non assegnati: | 3  |
| Totale:                 | 370,425                 | 100.0%                  | 41 |

### North Dakota
- Tipo di consultazione: Caucus vincolanti
- Data: 6 marzo 2012
- Delegati nazionali: 28

Nonostante la vittoria popolare di Santorum, la maggioranza dei delegati eletti dalla Convention del North Dakota del 31 marzo furono sostenitori di Romney. Ciò provocò ampie polemiche all'interno del Partito Repubblicano.
| Rick Santorum | 4,510  | 39.74% | 6  |
| Ron Paul      | 3,186  | 28.07% | 2  |
| Mitt Romney   | 2,691  | 23.71% | 20 |
| Newt Gingrich | 962    | 8.48%  | 0  |
| Totale:       | 11,349 | 100.0% | 28 |

### Ohio
- Tipo di consultazione: Primarie
- Data: 6 marzo 2012
- Delegati nazionali: 66 (63 + 3 superdelegati non vincolati)

Risultati delle primarie per contea
Rick Santorum
Mitt Romney

     Rick Santorum
     Mitt Romney
| Mitt Romney             | 460,831                 | 37.96%                  | 38 |
| Rick Santorum           | 448,580                 | 36.95%                  | 25 |
| Newt Gingrich           | 177,183                 | 14.60%                  | 0  |
| Ron Paul                | 113,256                 | 9.33%                   | 0  |
| Altri e write-in        | 14,029                  | 1.15%                   | 0  |
| Delegati non assegnati: | Delegati non assegnati: | Delegati non assegnati: | 3  |
| Totale:                 | 1,213,879               | 100.0%                  | 66 |

### Oklahoma
- Tipo di consultazione: Primarie
- Data: 6 marzo 2012
- Delegati nazionali: 43 (40 + 3 superdelegati non vincolati)

Risultati delle primarie per contea
Rick Santorum
Newt Gingrich
Mitt Romney
Parità tra Santorum e Gingrich

     Rick Santorum
     Newt Gingrich
     Mitt Romney
     Parità tra Santorum e Gingrich
| Rick Santorum           | 96,849                  | 33.80%                  | 14 |
| Mitt Romney             | 80,356                  | 28.05%                  | 13 |
| Newt Gingrich           | 78,730                  | 27.48%                  | 13 |
| Ron Paul                | 27,596                  | 9.63%                   | 0  |
| Altri e write-in        | 2,992                   | 1,04%                   | 0  |
| Delegati non assegnati: | Delegati non assegnati: | Delegati non assegnati: | 3  |
| Totale:                 | 286,523                 | 100.0%                  | 43 |

### Tennessee
- Tipo di consultazione: Primarie
- Data: 6 marzo 2012
- Delegati nazionali: 58 (55 + 3 superdelegati non vincolati)

Risultati delle primarie per contea
Rick Santorum
Mitt Romney
Newt Gingrich

     Rick Santorum
     Mitt Romney
     Newt Gingrich
| Rick Santorum           | 205,809                 | 37.11%                  | 29 |
| Mitt Romney             | 155,630                 | 28.06%                  | 17 |
| Newt Gingrich           | 132,889                 | 23.96%                  | 9  |
| Ron Paul                | 50,156                  | 9.04%                   | 0  |
| Altri e write-in        | 10,089                  | 1.81%                   | 0  |
| Delegati non assegnati: | Delegati non assegnati: | Delegati non assegnati: | 3  |
| Totale:                 | 554,573                 | 100.0%                  | 58 |

### Vermont
- Tipo di consultazione: Primarie
- Data: 6 marzo 2012
- Delegati nazionali: 17 (14 + 3 superdelegati)

In Vermont i tre superdelegati sono tenuti a rispettare il risultato delle primarie e vengono assegnati con il meccanismo del "winner take all".

Risultati delle primarie per contea
Mitt Romney

     Mitt Romney
| Mitt Romney      | 24,008 | 39.45% | 9  |
| Ron Paul         | 15,391 | 25.29% | 4  |
| Rick Santorum    | 14,368 | 23.61% | 4  |
| Newt Gingrich    | 4,949  | 8.13%  | 0  |
| Altri e write-in | 2,134  | 3.50%  | 0  |
| Totale:          | 60,850 | 100.0% | 17 |

### Virginia
- Tipo di consultazione: Primarie
- Data: 6 marzo 2012
- Delegati nazionali: 49 (46 + 3 superdelegati non vincolati)

Solo i nomi di Mitt Romney e Ron Paul sono apparsi sulla scheda elettorale, poiché gli altri candidati non sono stati in grado di presentare entro il termine stabilito le necessarie 100,000 firme (di cui almeno 400 per ciascuno degli 11 distretti congressuali).

Risultati delle primarie per contea
Mitt Romney
Ron Paul

     Mitt Romney
     Ron Paul
| Mitt Romney             | 158,119                 | 59.53%                  | 43 |
| Ron Paul                | 107,451                 | 40.46%                  | 3  |
| Delegati non assegnati: | Delegati non assegnati: | Delegati non assegnati: | 3  |
| Totale:                 | 265,570                 | 100.0%                  | 49 |

### Kansas
- Tipo di consultazione: Caucus vincolanti

Risultati dei caucus per contea
Rick Santorum
Mitt Romney
Contee senza voti registrati

- Data: 10 marzo 2012
- Delegati nazionali: 40

     Rick Santorum
     Mitt Romney
     Contee senza voti registrati
| Rick Santorum    | 15,290 | 51.21% | 33 |
| Mitt Romney      | 6,250  | 20.93% | 7  |
| Newt Gingrich    | 4,298  | 14.40% | 0  |
| Ron Paul         | 3,767  | 12.62% | 0  |
| Altri e write-in | 252    | 0.83%  | 0  |
| Totale:          | 29,857 | 100.0% | 40 |

### Isole Marianne Settentrionali
- Tipo di consultazione: Caucus d'assemblea
- Data: 10 marzo 2012
- Delegati nazionali: 9 (6 + 3 superdelegati non vincolati)

| Mitt Romney   | 740 | 87.25% | 9 |
| Rick Santorum | 53  | 6.25%  | 0 |
| Ron Paul      | 28  | 3.30%  | 0 |
| Newt Gingrich | 27  | 3.18%  | 0 |
| Totale:       | 848 | 100.0% | 9 |

### Isole Vergini americane
- Tipo di consultazione: Caucus d'assemblea
- Data: 10 marzo 2012
- Delegati nazionali: 9 (6 + 3 superdelegati non vincolati)

| style="background:pink;" Ron Paul | 112                     | 29.17%                  | 1 |
| Mitt Romney                       | 101                     | 26.30%                  | 3 |
| Rick Santorum                     | 23                      | 5.99%                   | 0 |
| Newt Gingrich                     | 18                      | 4.69%                   | 0 |
| Bianche                           | 130                     | 33.85%                  | 0 |
| Delegati non assegnati:           | Delegati non assegnati: | Delegati non assegnati: | 5 |
| Totale:                           | 384                     | 100.0%                  | 9 |

### Guam
- Tipo di consultazione: Caucus d'assemblea
- Data: 10 marzo 2012
- Delegati nazionali: 9 (6 + 3 superdelegati non vincolati)

| Mitt Romney | 207 | 100.0% | 9 |
| Totale:     | 207 | 100.0% | 9 |

### Alabama
- Tipo di consultazione: Primarie
- Data: 13 marzo 2012
- Delegati nazionali: 50 (47 + 3 superdelegati non vincolati)

Risultati delle primarie per contea
Rick Santorum
Newt Gingrich
Mitt Romney
Parità tra Gingrich e Santorum

     Rick Santorum
     Newt Gingrich
     Mitt Romney
     Parità tra Gingrich e Santorum
| Rick Santorum           | 214,540                 | 34.51%                  | 22 |
| Newt Gingrich           | 182,194                 | 29.30%                  | 13 |
| Mitt Romney             | 180,244                 | 28.99%                  | 12 |
| Ron Paul                | 30,902                  | 4.97%                   | 0  |
| Altri e write-in        | 4,609                   | 0.74%                   | 0  |
| Bianche                 | 9,242                   | 1.49%                   | 0  |
| Delegati non assegnati: | Delegati non assegnati: | Delegati non assegnati: | 3  |
| Totale:                 | 621,731                 | 100.0%                  | 50 |

### Hawaii
- Tipo di consultazione: Caucus vincolanti
- Data: 13 marzo 2012
- Delegati nazionali: 20 (17 + 3 superdelegati non vincolati)

Risultati dei caucus per contea
Mitt Romney
Ron Paul

     Mitt Romney
     Ron Paul
| Mitt Romney             | 4,548                   | 44.47%                  | 9  |
| Rick Santorum           | 2,589                   | 25.31%                  | 5  |
| Ron Paul                | 1,975                   | 19.31%                  | 3  |
| Newt Gingrich           | 1,116                   | 10.91%                  | 0  |
| Delegati non assegnati: | Delegati non assegnati: | Delegati non assegnati: | 3  |
| Totale:                 | 10,228                  | 100.0%                  | 20 |

### Mississippi
- Tipo di consultazione: Primarie
- Data: 13 marzo 2012
- Delegati nazionali: 40 (37 + 3 superdelegati non vincolati)

Risultati delle primarie per contea
Rick Santorum
Newt Gingrich
Mitt Romney
Parità tra Gingrich e Romney

     Rick Santorum
     Newt Gingrich
     Mitt Romney
     Parità tra Gingrich e Romney
| Rick Santorum           | 96,258                  | 32.73%                  | 13 |
| Newt Gingrich           | 91,612                  | 31.15%                  | 12 |
| Mitt Romney             | 90,161                  | 30.66%                  | 12 |
| Ron Paul                | 12,955                  | 4.40%                   | 0  |
| Altri e write-in        | 3,126                   | 1.06%                   | 0  |
| Delegati non assegnati: | Delegati non assegnati: | Delegati non assegnati: | 3  |
| Totale:                 | 294,112                 | 100.0%                  | 40 |

### Samoa Americane
- Tipo di consultazione: Caucus d'assemblea
- Data: 13 marzo 2012
- Delegati nazionali: 9 (6 + 3 superdelegati non vincolati)

Il caucus di Samoa si tenne a porte chiuse. La distribuzione dettagliata dei voti non fu resa nota alla stampa, si sa solo che Mitt Romney ottenne la maggioranza e la totalità dei delegati in palio.
| Mitt Romney   | N.D.     | N.D.   | 9 |
| Ron Paul      | N.D.     | N.D.   | 0 |
| Rick Santorum | N.D.     | N.D.   | 0 |
| Newt Gingrich | N.D.     | N.D.   | 0 |
| Totale:       | circa 70 | 100.0% | 9 |

### Porto Rico
- Tipo di consultazione: Primarie
- Data: 18 marzo 2012
- Delegati nazionali: 23 (20 + 3 superdelegati non vincolati)

Nelle primarie di Porto Rico, nel caso in cui uno dei candidati superi il 50% delle preferenze, ottiene l'intero numero dei delegati in palio.
| Mitt Romney             | 106,431                 | 82.61%                  | 20 |
| Rick Santorum           | 10,574                  | 8.21%                   | 0  |
| Newt Gingrich           | 2,702                   | 2.10%                   | 0  |
| Ron Paul                | 1,595                   | 1.24%                   | 0  |
| Altri e write-in        | 7,532                   | 5.85%                   | 0  |
| Delegati non assegnati: | Delegati non assegnati: | Delegati non assegnati: | 3  |
| Totale:                 | 128,834                 | 100.0%                  | 23 |

### Illinois
- Tipo di consultazione: Primarie
- Data: 20 marzo 2012
- Delegati nazionali: 69 (66 + 3 superdelegati non vincolati)

Risultati delle primarie per contea
Rick Santorum
Mitt Romney

     Rick Santorum
     Mitt Romney
| Mitt Romney             | 435,859                 | 46.69%                  | 42 |
| Rick Santorum           | 326,778                 | 35.01%                  | 12 |
| Ron Paul                | 87,044                  | 9.32%                   | 0  |
| Newt Gingrich           | 74,482                  | 7.98%                   | 0  |
| Altri e write-in        | 9,291                   | 1.00%                   | 0  |
| Delegati non assegnati: | Delegati non assegnati: | Delegati non assegnati: | 15 |
| Totale:                 | 933,454                 | 100.0%                  | 69 |

### Louisiana
- Tipo di consultazione: Primarie e caucus
- Data: 24 marzo 2012 (primarie) e 28 aprile 2012 (caucus)
- Delegati nazionali: 46 (20 con le primarie + 23 con i caucus + 3 superdelegati non vincolati)

In Louisiana i delegati vengono assegnati in due momenti separati: prima 20 attraverso primarie, poi 23 con i caucus. Nel primo evento elettorale vinse Santorum, il quale conquistò 10 delegati, mentre Romney ne ottenne 5. Nei caucus, invece, trionfò nettamente Paul, ottenendo 17 delegati contro i 3 di Santorum.

Risultati delle primarie per contea
Rick Santorum
Mitt Romney

     Rick Santorum
     Mitt Romney
| style="background:pink;" Rick Santorum | 91,321                  | 48.99%                  | 13 |
| Mitt Romney                            | 49,758                  | 26.69%                  | 5  |
| Newt Gingrich                          | 29,656                  | 15.91%                  | 0  |
| Ron Paul                               | 11,467                  | 6.15%                   | 17 |
| Altri e write-in                       | 4,208                   | 2.26%                   | 0  |
| Delegati non assegnati:                | Delegati non assegnati: | Delegati non assegnati: | 11 |
| Totale:                                | 186,410                 | 100.0%                  | 46 |